# Палма (Кабу-Делгаду)
Палма (порт. Palma) — город на северо-восточном берегу провинции Кабу-Делгаду, Мозамбик, граничащий с Танзанией. Город известен такими ремёслами, как лозоплетение и ковроткачество, а также своими прибрежными островами.
24 марта 2021 года во время Исламистского мятежа в Мозамбике группа вооружённых исламистов атаковала Палму, в результате чего более 35 тыс. человек были принудительно перемещены. 29 марта Исламское государство объявило, что за атаку на город ответственен Вилаят Центральная Африка и заявило о гибели 55 человек, включая мозамбикских военных.
5 апреля военные Мозамбика вернули Палму под свой контроль.